# Claude-Guy Hallé

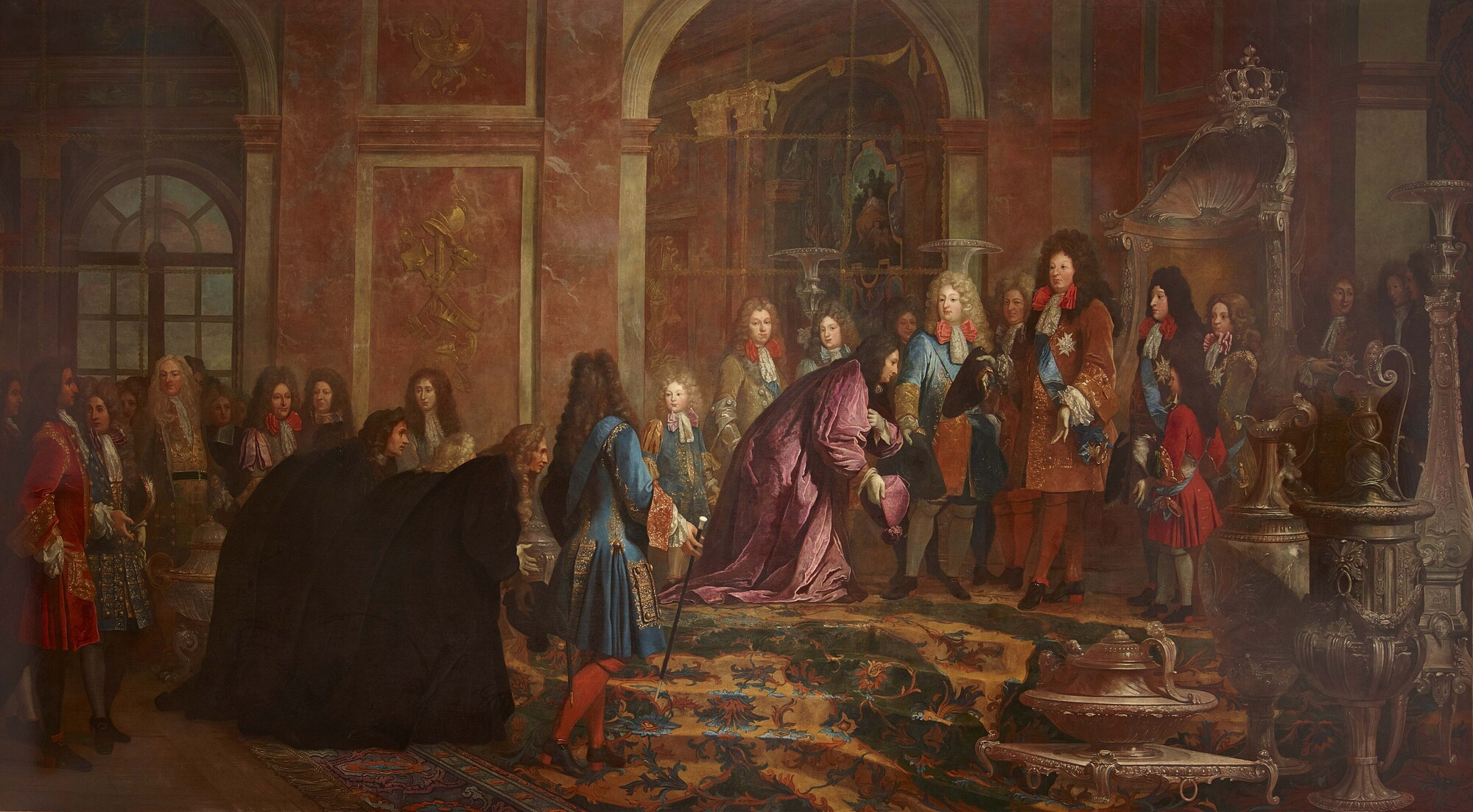
Dogele Genovei la Versailles la 15 mai 1685 Reparation faite à Louis XIV par le Doge de Gênes de Claude Guy Halle, Palatul Versailles.

Claude-Guy Hallé (n. 17 ianuarie 1652, Paris, Regatul Franței – d. 5 noiembrie 1736, Paris, Regatul Franței) a fost un pictor francez. A fost fiul pictorului Daniel Hallé⁠(d).
Claude Guy Hallé a câștigat Prix de Rome în 1675 pentru Căderea lui Adam și a Evei. A fost încoronat de multe ori de Académie royale de peinture⁠(d). I s-au încredințat multe lucrări mari la reședințele regale Meudon și Trianon. Fiul său a fost pictorul Noël Hallé⁠(d), iar fiica sa, Marie-Anne Hallé (n 1704), s-a căsătorit cu pictorul Jean II Restout⁠(d).

## Lucrări
- Căderea lui Adam și a Evei, 1675
- Jeux d'enfants: le saut du chien, ambasada Franței în Germania
- Prezentarea în Templu, Rouen; Muzeul de arte frumoase
- Închinarea magilor, Musée d'Orléans
- Buna Vestire, Muzeul Luvru
- Reparation faite à Louis XIV par le Doge de Gênes, 15 mai 1685, Musée de Marseille
- Simon Hurtrelle (1648-1724), Muzeul Versailles